# Donat Ertel
Donat Ertel (* 22. Februar 1948 in Aschau im Chiemgau; † 9. September 2022) war ein deutscher Bobfahrer.
Donat Ertel begann als Leichtathlet beim TSV Grafenwöhr und beim TuS Prien. 1968 stellte er im Trikot des SB DJK Rosenheim seine Bestleistungen von 10,8 Sekunden über 100 Meter, 21,6 Sekunden über 200 Meter und 48,9 Sekunden über 400 Meter auf.
1969 war Ertel einer der ersten deutschen Leichtathleten, die zum Bobsport wechselten, er startete dann für den SV Ohlstadt und den SC Riessersee. Bei der Bob-Europameisterschaft 1971 gewann er als Anschieber im Viererbob von Horst Floth mit Bronze seine erste internationale Medaille. Bei den Olympischen Spielen 1972 in Sapporo belegte er mit Horst Floth den fünften Platz im Viererbob. 1976 gewann er zusammen mit Stefan Gaisreiter die deutsche Meisterschaft im Zweierbob. Bei der Bob-Europameisterschaft 1976 in St. Moritz belegten die beiden den zweiten Platz hinter den Schweizern Erich und Peter Schärer. Im Viererbob gewannen Gaisreiter, Hans Wagner, Donat Ertel und Walter Gilik den Titel.